# Ионас, Екатерина Владимировна
Екатерина Владимировна Ионас — российская актриса театра и кино.

## Биография
Родилась в 1973 году в семье актёров.
- Отец — актёр и режиссёр Марков Владимир Петрович, доцент кафедры режиссуры драмы и мастерства актёра Санкт-Петербургской академии театрального искусства.
- Мать — знаменитая советская актриса Ионас Татьяна Дмитриевна, в 1950-е — актриса Вильнюсского русского театра, в 1960-е — актриса Ленинградского ТЮЗа.

В 1996 году Екатерина окончила СПбГАТИ.
Работала в БДТ им. Товстоногова, театре  Комедии имени Акимова, драматическом театре им. В. Ф. Комиссаржевской,  театре «Комедианты», театре «Особняк»,  Мюзик-Холле, Камерном театр Малыщицкого.
Вокалистка группы «Именины сердца Каникулы ума».

## Творчество

### Роли в театре
- 2008 — Как ты белль — режиссёр Пётр Шерешевский, театр Особняк
- 2009 — Король умирает — режиссёр Алексей Слюсарчук, театр Особняк
- 2011 — Девочки. Про это и про то — режиссёр Игорь Жуков, театр Особняк
- 2015 — Слон Хортон ждёт птенца — детский спектакль, Антреприза
- 2015 — Пушкин-Пушкин, или …КинПушкинПуш… — 4 главные роли, режиссёр Борис Бирман, театр ББТ
- 2016 — Чайка над вишнёвым садом — режиссёр Юлия Панина, театр Особняк
- 2017 — Ида. Потерянные записи — моноспектакль, режиссёр Александр Савчук, театр Особняк
- 2019 — Чайка — режиссёр Пётр Шерешевский, Камерный театр Малыщицкого (роль – Аркадина)
- 2021 — Обыкновенное Чудо — режиссёр Пётр Шерешевский, Камерный театр Малыщицкого (роль – Хозяйка)
- 2018 — спектакль «Птифуры. Бабушки» театра «Кукфо», получивший премию «Золотая маска»
- 2020 — спектакль «Птифуры. Дедушки» театра «Кукфо»

### Фильмография
- 2008 — Запрет на любовь — Лидия
- 2008 — Перестройка Зонгшпиль. Победа над путчем
- 2008 — Сериал «Улицы разбитых фонарей 9» — Тамара Чхеидзе. Режиссёр: В. Захарьев
- 2009 — Прянички (реж. Петр Шерешевский) — мама Виктории Изюмовой
- 2012 — Катерина. Другая жизнь — Вера Николаевна Ерёмина, хозяйка фирмы
- 2013 — Сериал «Гончие»
- 2013 — Последний полёт Чкалова — эпизодическая роль
- 2014 — Сериал «Ментовские войны 8» — полковник УФМС
- 2014 — Папа дорогой (короткометражный) — Ольга
- 2015 — Сериал «Такая работа» — Убийца-лузер Надежда Комарова. Режиссёр: Влад Ланне
- 2019 — Великолепная пятёрка 2  — Элла Никитина

### Озвучивание
- 2013 — Балкон (короткометражный) — Диана

## Призы и награды
Является обладателем более 10 премий за лучшие актёрские работы, из них:
- 2007 — Лауреат фестиваля «Рождественский парад 2007»
- 2014 — Лауреат  фестиваля «Рождественский  парад 2014»
- 2014 — Гран-При фестиваля «Рождественский  парад 2014»
- 2015 — Театральная премия Санкт-Петербурга «Золотой софит» в номинации «Лучшая женская роль».

Дипломант фестиваля «Русский Дом в Испании» в качестве певицы.